# Zinaida Lunina
Zinaida Lunina född den 18 april 1989 i Minsk, Vitryssland, är en vitrysk gymnast.
Hon tog OS-brons i rytmisk gymnastik för trupper i samband med de olympiska gymnastiktävlingarna 2008 i Peking.